# 구시로시
구시로시(일본어: 釧路市)는 일본 홋카이도 동남부 해안에 있는 시이다. 부근의 어업 자원과 삼림 자원을 바탕으로 수산물 가공업과 제지 공업이 발달하였고, 과거에는 탄광이 있어 관련 산업도 활발하였다. 아칸호 등 아름다운 호수가 있는 아칸 국립공원과 넓은 습지로 유명한 구시로 습원 국립공원이 있어 관광지로도 유명하다. 구시로 종합진흥국(구 구시로 지청)의 진흥국 소재지이며, 홋카이도 동부의 최대 도시이다.

## 지리

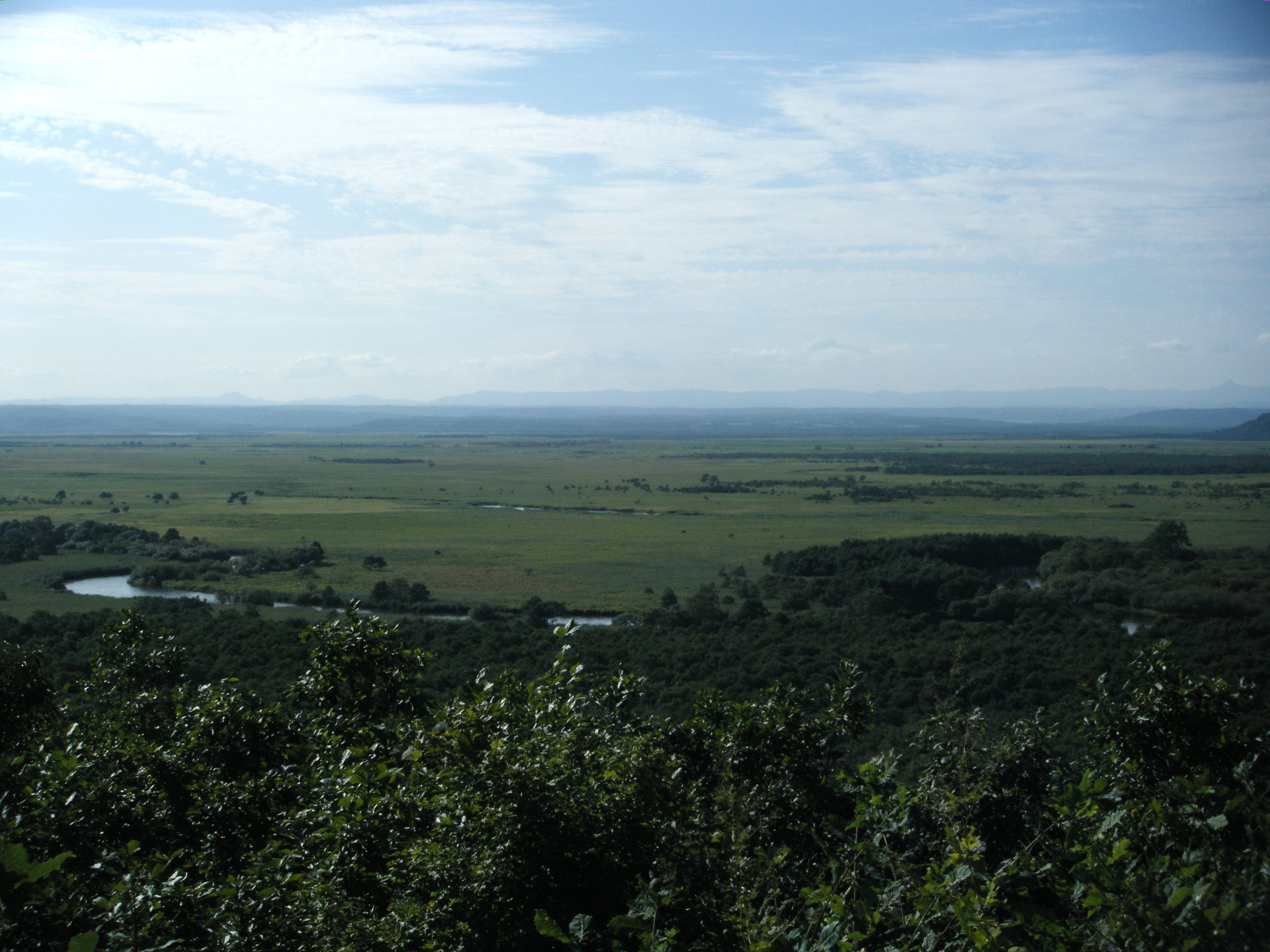
구시로 전망대에서 본 구시로 습원

홋카이도 동남부 해안의 구시로강 하구에 위치한다. 옛 구시로시는 평지에 위치하여 산은 거의 없었지만, 주변 지자체와의 합병으로 북서부에 구 아칸정의 오아칸산(雄阿寒岳) 등 산악 지대를 포함하게 되었다. 북동부는 구시로 습원 국립공원과 인접하며, 습원 부근까지 주택지가 펼쳐져 있다.

### 기후
여름에는 남북에서의 난기와 냉기가 부딪혀 안개가 발생하기 쉽고 최고 기온이 20도에 이르는 경우가 많지 않은 냉량한 기후이다. 최난월(8월) 평균 기온은 18.2도로 러시아의 하바롭스크, 블라디보스토크, 유즈노사할린스크의 최난월 기온보다 낮고, 영국의 런던(17.1도, 7월)과 비슷한 정도이다. 25도 이상의 여름날이나 30도 이상의 한여름날은 거의 전무하지만, 습도는 평균적으로 높고 안개가 끼는 날에는 100%에 이르기도 한다. 역대 최고 기온이 32도에 달하기도 하였다.
겨울에는 적설량이 비교적 적고 맑은 날이 많기 때문에 일조 시간이 도내 다른 도시에 비해 길다. 쾨펜의 기후 구분으로는 냉대 동계 소우 기후(Dwb)에 속한다. 타 지역에 비해 맑은 날이 많아 방사 냉각 효과가 일어나기 쉽기 때문에 이른 아침에는 -15℃ 이하로 떨어지는 날도 많으며, 보기 드물게 -20℃까지 떨어지기도 한다. 역대 최저 기온은 영하 29도이다.
| 구시로시의 기후                                              | 구시로시의 기후 | 구시로시의 기후 | 구시로시의 기후 | 구시로시의 기후 | 구시로시의 기후 | 구시로시의 기후 | 구시로시의 기후 | 구시로시의 기후 | 구시로시의 기후 | 구시로시의 기후 | 구시로시의 기후 | 구시로시의 기후 | 구시로시의 기후 |
| 월                                                           | 1월             | 2월             | 3월             | 4월             | 5월             | 6월             | 7월             | 8월             | 9월             | 10월            | 11월            | 12월            | 연간            |
| ------------------------------------------------------------ | --------------- | --------------- | --------------- | --------------- | --------------- | --------------- | --------------- | --------------- | --------------- | --------------- | --------------- | --------------- | --------------- |
| 역대 최고 기온 °C (°F)                                       | 7.6 (45.7)      | 7.9 (46.2)      | 15.9 (60.6)     | 23.5 (74.3)     | 28.0 (82.4)     | 32.4 (90.3)     | 33.5 (92.3)     | 31.1 (88.0)     | 29.6 (85.3)     | 22.9 (73.2)     | 18.7 (65.7)     | 12.4 (54.3)     | 33.5 (92.3)     |
| 일평균 최고 기온 °C (°F)                                     | −0.2 (31.6)     | −0.1 (31.8)     | 3.3 (37.9)      | 8.0 (46.4)      | 12.6 (54.7)     | 15.8 (60.4)     | 19.6 (67.3)     | 21.5 (70.7)     | 20.1 (68.2)     | 15.1 (59.2)     | 8.9 (48.0)      | 2.5 (36.5)      | 10.6 (51.1)     |
| 일일 평균 기온 °C (°F)                                       | −4.8 (23.4)     | −4.3 (24.3)     | −0.4 (31.3)     | 4.0 (39.2)      | 8.6 (47.5)      | 12.2 (54.0)     | 16.1 (61.0)     | 18.2 (64.8)     | 16.5 (61.7)     | 11.0 (51.8)     | 4.7 (40.5)      | −1.9 (28.6)     | 6.7 (44.1)      |
| 일평균 최저 기온 °C (°F)                                     | −9.8 (14.4)     | −9.4 (15.1)     | −4.2 (24.4)     | 0.7 (33.3)      | 5.4 (41.7)      | 9.5 (49.1)      | 13.6 (56.5)     | 15.7 (60.3)     | 12.9 (55.2)     | 6.1 (43.0)      | −0.3 (31.5)     | −7.0 (19.4)     | 2.8 (37.0)      |
| 역대 최저 기온 °C (°F)                                       | −28.3 (−18.9)   | −27.0 (−16.6)   | −24.8 (−12.6)   | −14.1 (6.6)     | −4.6 (23.7)     | −0.4 (31.3)     | 3.3 (37.9)      | 5.4 (41.7)      | −2.2 (28.0)     | −6.9 (19.6)     | −15.2 (4.6)     | −25.7 (−14.3)   | −28.3 (−18.9)   |
| 평균 강수량 mm (인치)                                        | 40.4 (1.59)     | 24.8 (0.98)     | 55.9 (2.20)     | 79.4 (3.13)     | 115.7 (4.56)    | 114.2 (4.50)    | 120.3 (4.74)    | 142.3 (5.60)    | 153.0 (6.02)    | 112.7 (4.44)    | 64.7 (2.55)     | 56.6 (2.23)     | 1,080.1 (42.52) |
| 평균 강설량 cm (인치)                                        | 32 (13)         | 27 (11)         | 31 (12)         | 7 (2.8)         | 0 (0)           | 0 (0)           | 0 (0)           | 0 (0)           | 0 (0)           | 0 (0)           | 4 (1.6)         | 26 (10)         | 127 (50)        |
| 평균 강수일수 (≥ 0.5 mm)                                     | 6.4             | 5.6             | 8.1             | 9.8             | 11.3            | 10.2            | 11.5            | 11.8            | 11.8            | 8.7             | 8.0             | 7.7             | 110.8           |
| 평균 강설일수                                                | 14.3            | 13.9            | 15.1            | 9.8             | 1.4             | 0.0             | 0.0             | 0.0             | 0.0             | 1.0             | 5.7             | 12.6            | 74.3            |
| 평균 상대 습도 (%)                                           | 67              | 69              | 71              | 77              | 80              | 87              | 88              | 87              | 84              | 76              | 69              | 67              | 77              |
| 평균 월간 일조시간                                           | 186.7           | 183.1           | 200.8           | 182.2           | 177.5           | 126.8           | 118.9           | 117.6           | 143.9           | 177.0           | 167.6           | 175.6           | 1,957.6         |
| 출처: 일본 기상청 (평년값: 1991년~2020년, 극값: 1910년~현재) |                 |                 |                 |                 |                 |                 |                 |                 |                 |                 |                 |                 |                 |

## 역사
1899년 7월 일본 제국 칙령에 따라 구시로시는 미국, 영국과의 무역항으로 개항했다.
구시로 주변의 바다에는 염분이 많아 겨울철에도 항구가 얼지 않아 사계절 내내 사용이 가능했다. 이 때문에 러시아 극동 지역과 홋카이도에서 중요한 항구였다. 이 때문에 러일 전쟁 당시 구시로는 러시아 제국 해군의 주요 목표였다. 1920년대에 어업이 발전하면서 홋카이도 서부에서 더욱 중요한 항구 도시로 부상했다.
- 1600년대 - 마쓰마에번에 의해 구스리 장소가 놓였다.
- 1869년 - 구스리에서 구시로로 개칭하였다.
- 1900년 - 구시로정이 성립하였다.
- 1920년 - 구제가 시행되어 구시로구가 성립하였다.
- 1922년 8월 1일 - 시로 승격해 구시로시가 되었다.
- 1949년 10월 - 돗토리정을 합병하였다.
- 1961년 7월 20일 - 구시로 공항이 개항하였다.
- 1975년 10월 1일 - 구시로시 동물원이 개원하였다.
- 1987년 7월 - 구시로 습원이 일본의 28번째 국립공원이 되었다.
- 2005년 10월 11일 - 구시로시와 아칸정, 온베쓰정이 신설 합병해 새로운 구시로시가 발족하였다.

## 산업

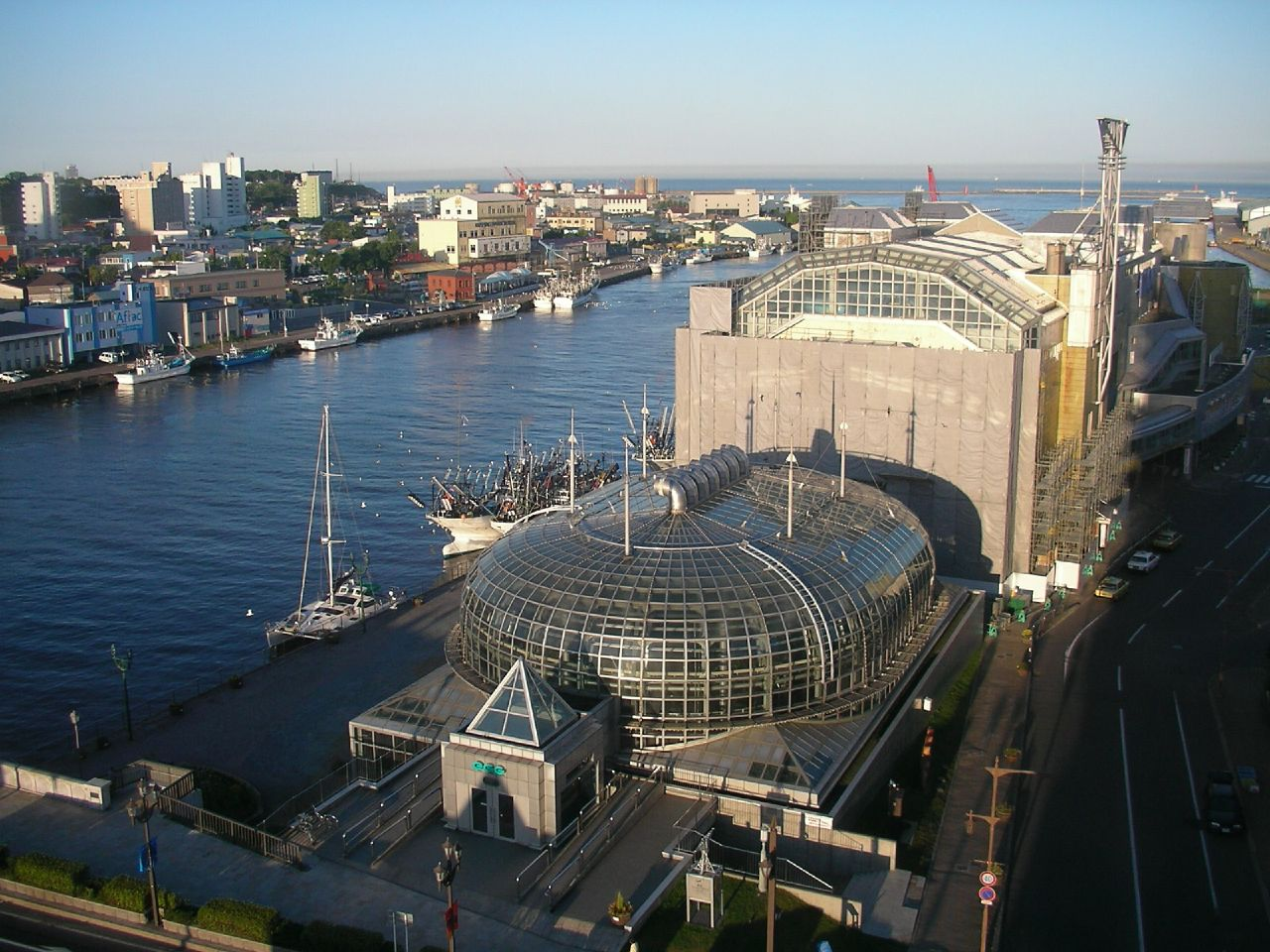
구시로 중심가

대규모 항만을 가지고 배후지에는 광대한 공업단지를 포함한다. 오비히로시, 기타미시 등 내륙 도시들의 항만 화물의 90%를 취급하여 외항으로서의 역할이 크다. 홋카이도 면적의 43%에 해당하는 지역의 생활 물자가 구시로항에 의존하고 있다. 또 대한민국 부산, 중국 다롄, 칭다오 사이에 국제 정기 컨테이너 항로가 열려 홋카이도 최대의 곡물 국제 물류 거점이 되고 있다.
어업으로는 명태, 대구, 꽁치, 오징어가 홋카이도 최대 규모로 일본 전체의 13%를 차지하고 1990년까지 13년 연속으로 일본 1위의 양륙을 기록하였다. 탄광은 다이헤이요 탄광이 2002년에 폐광되었고 현재는 해당 사업을 계승한 구시로 콜마인에 의해 '구시로 탄광'으로 규모를 축소해 채굴을 실시하고 있다.
구시로 습원 국립공원, 아칸 국립공원으로의 입구이며 일본 국토교통성의 국제 회의 관광도시로서 충실한 국제급 컨벤션 시설을 가져 유엔 환경 회의, 제1회 한중일 관광 장관 회담 등 수차례의 국제 회의 개최 실적이 있다.

## 교통

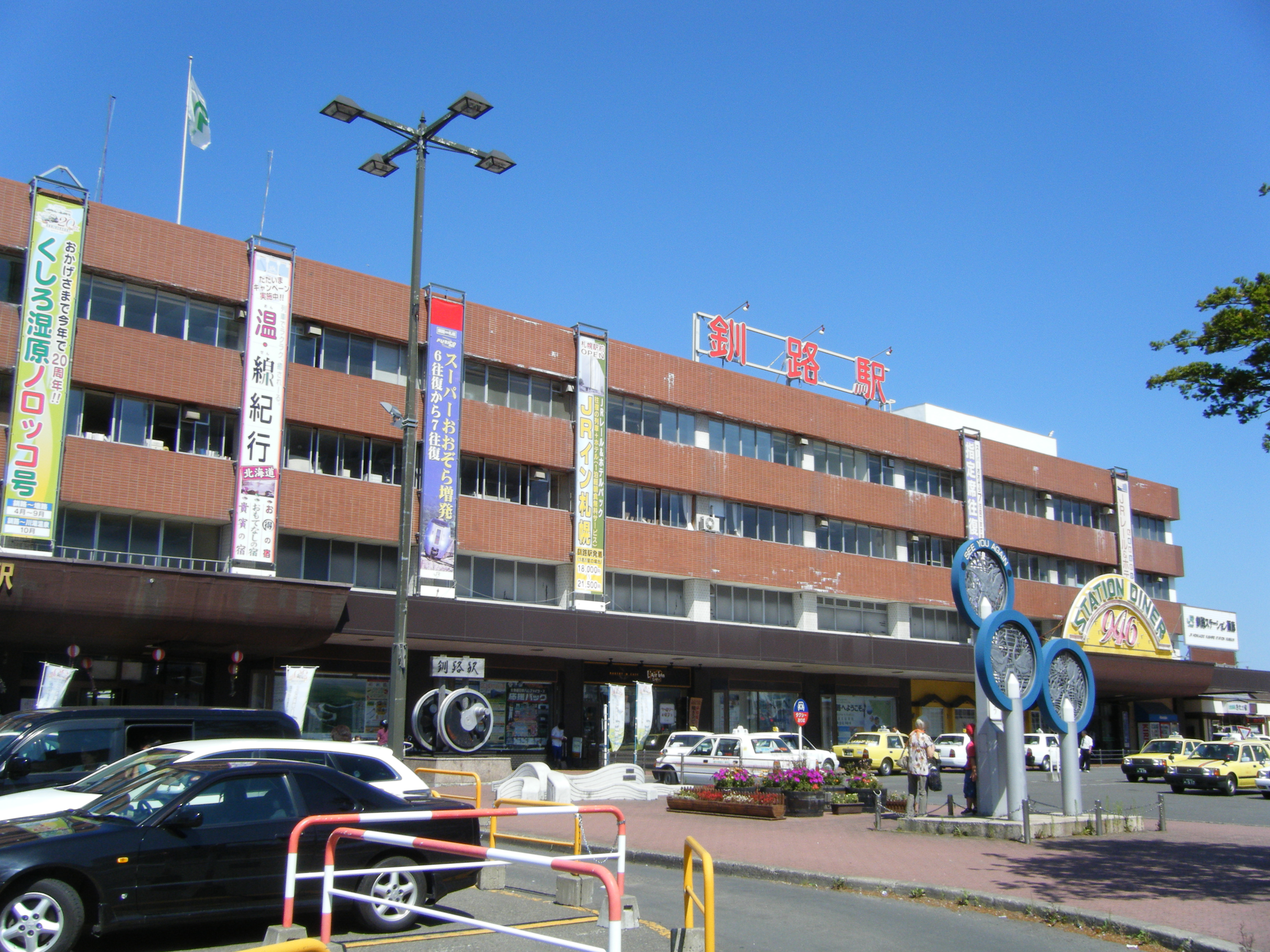
구시로역

### 공항
- 구시로 공항

### 철도
- 홋카이도 여객철도
  - 네무로 본선
  - 센모 본선

### 도로
- 국도 38호선
- 국도 44호선
- 국도 240호선
- 국도 241호선
- 국도 274호선
- 국도 391호선

## 자매 도시
- 캐나다 버너비(1965년)
- 러시아 홀름스크(1975년)